# Orquestra Jovem Nacional de Singapura
A Orquestra Jovem Nacional de Singapura é uma orquestra jovem, formada com membros das escolas primárias e secundárias e faculdades juniores. O atual diretor musical é Lim Soon Lee, um maestro e violinista Singapureano.